# Melecta nivosa
Melecta nivosa là một loài Hymenoptera trong họ Apidae. Loài này được Morawitz mô tả khoa học năm 1893.